# Taranta Peligna
Taranta Peligna est une commune de la province de Chieti dans la région Abruzzes en Italie.

## Administration
| Période                                  | Période  | Identité         | Étiquette | Qualité |
| ---------------------------------------- | -------- | ---------------- | --------- | ------- |
| 14 juin 2004                             | En cours | Nicola Angelucci |           |         |
| Les données manquantes sont à compléter. |          |                  |           |         |

### Hameaux
Ortole 

### Communes limitrophes
Colledimacine, Lama dei Peligni, Lettopalena, Palena, Casoli, Roccaraso  (AQ)